# Departamentul Nueva Segovia
Departamentul Nueva Segovia este una dintre cele 17  unități administrativ-teritoriale de gradul I  ale statului  Nicaragua. Are o populație de 208.523 locuitori (2005). Reședința sa este orașul Ocotal.